# Форт Бойяр
Форт Бойя́р (фр. Fort Boyard, произносится /fɔʁ bwajar/ — «Фор Буая́р»; иногда транслитерируется как Байярд, Бойярд или Боярд) — каменный форт, расположенный у атлантического побережья Франции в проливе Антьош, между островами Иль-д’Экс и Олерон. Строительство, начавшееся в 1801 году, было завершено только в 1857 году. Изначально построенный для защиты военно-морских верфей города Рошфор, форт быстро устарел с военно-технической точки зрения и получил прозвище «форт бесполезных» (фр. fort de l'inutile). Впоследствии использовался как тюрьма. В 1990-е годы форт приобрёл всемирную известность благодаря проведению в нём одноимённой телеигры.

## Этимология
Форт построен на песчаной отмели, носящей название «Лонж-де-Буаяр» (фр. Longe de Boyard, в переводе — «мель Буаяр»), которая и дала ему имя. Изначально существовала гипотеза о голландском происхождении названия, так как на картах XVII века отмель обозначалась как Banjaert Hollandis. Однако более поздние исследования опровергли эту теорию, установив, что название, скорее всего, произошло от местного термина «boyart», обозначавшего деревянную часть шлюза в соляных разработках. Учитывая, что добыча соли была исторически важным промыслом на соседнем острове Олерон, такая этимология представляется наиболее вероятной.

## История

### Первые проекты (XVII—XVIII века)
Первое предложение о постройке форта на этом месте появилось ещё в 1666 году, после сооружения военных верфей в городе Рошфор. Для защиты верфи от возможного нападения британского флота были построены две береговые батареи, однако блокировать пролив они не могли — дальнобойность артиллерийских орудий в то время была недостаточной, чтобы перекрыть широкое пространство между островами. Форт, построенный посередине пролива, мог бы создать эффективный «огневой барьер». Однако легендарный инженер-фортификатор Себастьян Ле Претр де Вобан, которому Людовик XIV предложил возглавить строительство, отказался, возразив королю: «Сир, легче ухватиться за луну зубами, чем построить крепость в таком месте».

### Строительство фундамента (1801—1809)
К идее постройки форта вернулись в начале XIX века. К тому моменту строительные технологии уже позволяли сооружение подобной крепости, а необходимость в ней оставалась насущной — внешняя политика Наполеона I сильно осложнила взаимоотношения Франции с Великобританией. Строительство форта было начато в 1801 году на песчаной отмели Лонж-де-Буаяр.
Работы начались в 1803 году с создания базы на острове Олерон, в будущем поселении Буаярвиль. В 1804 году приступили к работам в море: на дно начали укладывать каменные блоки, которые доставляли с острова Экс. Строители сразу же столкнулись с серьёзными техническими трудностями — тяжёлые блоки под собственным весом погружались в зыбкий песок, перекашивались и разъезжались. Зимние штормы регулярно разрушали то, что удавалось построить за лето. Кроме того, работы постоянно прерывались из-за атак британского флота.
В 1808 году Наполеон лично посетил стройку и, видя плачевное состояние дел, приказал сократить размеры проекта. Однако в апреле 1809 года произошла битва на Баскском рейде, в ходе которой британцы с помощью брандеров нанесли тяжёлый урон французской эскадре, стоявшей на якоре под защитой береговых батарей. После этого поражения строительство форта было полностью остановлено.

### Завершение строительства (1841—1857)
Работы возобновились лишь в 1841 году, во время правления Луи-Филиппа I, когда отношения с Великобританией вновь стали напряжёнными. За прошедшие 30 лет каменное основание, заложенное при Наполеоне, успело осесть и стабилизироваться, что позволило продолжить строительство на более надёжном фундаменте. Была применена новая технология: вместо нагромождения камней стали использовать сборные бетонные кессоны, которые изготавливали на берегу и устанавливали на место во время отлива.
Сооружение форта оказалось «долгостроем» — крепость была завершена только к 1857 году. Итоговое сооружение получилось весьма внушительным: форт имел длину 68 метров и ширину 31 метр, а высота стен достигала 20 метров. Гарнизон Бойяра был рассчитан на 250 человек. Однако к моменту завершения строительства форт стал практически не нужен. За более чем 50 лет, прошедших с момента закладки, дальнобойность артиллерийских орудий значительно увеличилась, и теперь береговые батареи могли легко перекрывать пролив без помощи форта.

### «Форт бесполезных» и тюрьма (1857—1913)

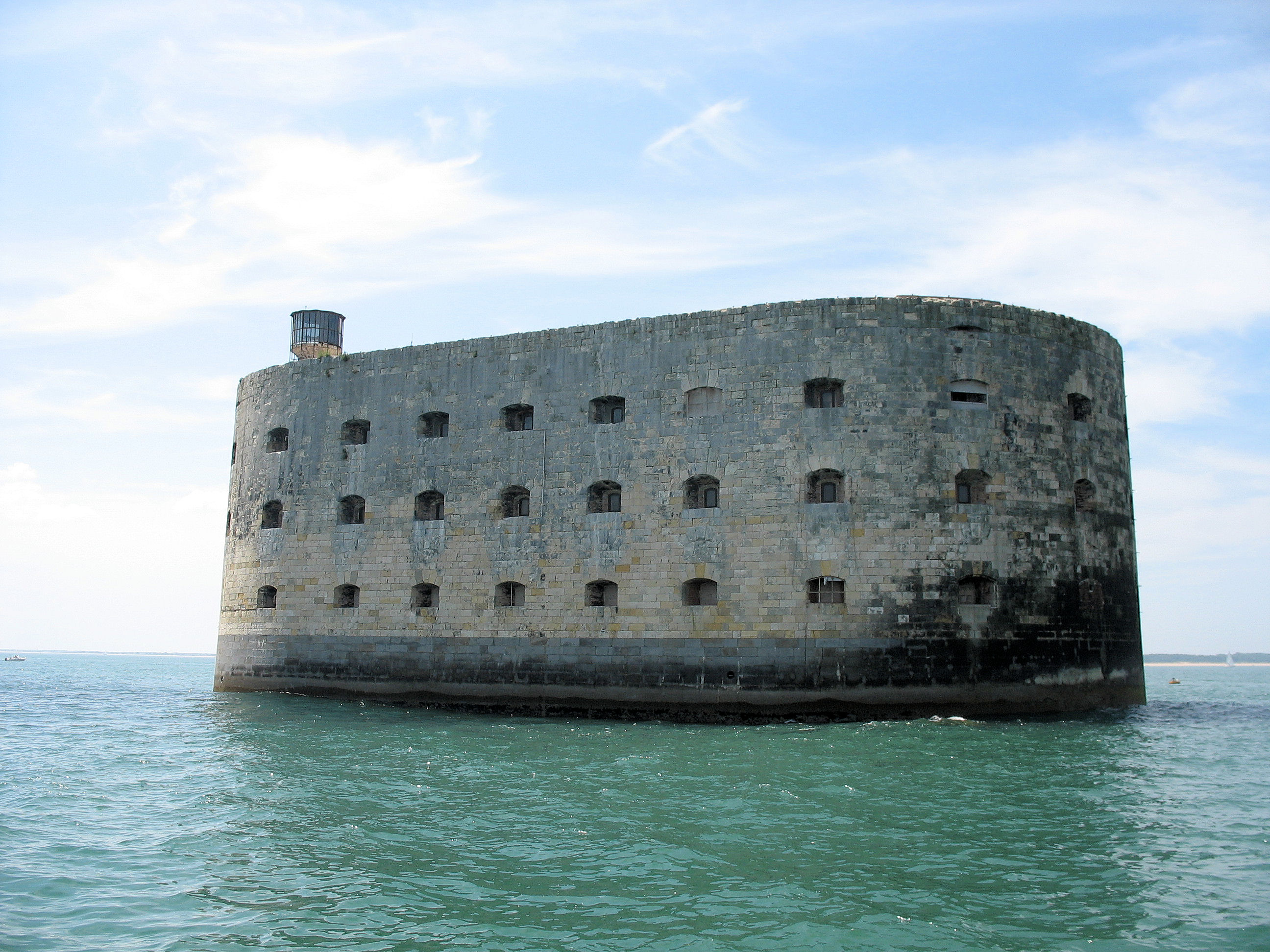
Форт Бойяр. Вид с северо-востока

Несмотря на свою фактическую ненужность, форт остался в ведении военного ведомства Франции. С 1870 года он использовался как военная тюрьма. Здесь содержались прусские солдаты, взятые в плен во время франко-прусской войны, а затем — политические заключённые, участники Парижской коммуны, в том числе известный журналист Анри Рошфор и политик Паскаль Груссе.
С 1873 по 1919 год в форте также действовала мареографическая обсерватория для измерения уровня моря.
В 1913 году форт был выведен из состава армии, а его орудия распроданы.

### Период запустения и продажа (1913—1988)
Во время Второй мировой войны немецкие войска использовали Бойяр в качестве мишени для учебных стрельб, чем нанесли ему большой ущерб. В течение последующих десятилетий форт оставался в полном запустении и постепенно разрушался под воздействием моря, ветра и морских птиц.
28 мая 1962 года форт Бойяр был выставлен на аукцион при начальной цене 7,5 тысяч франков. Борьба развернулась между дантистом из Аворья Андре Эртсом (фр. André Aerts) и председателем общества друзей форта. Эртс победил, предложив 28 тысяч франков. Однако он не имел средств для восстановления Бойяра, который продолжал приходить в упадок. В 1979 году Эртс выставил форт на продажу за 1,2 млн франков, но покупателей не нашлось.

## Возрождение для телевидения
В 1980 году форт впервые привлёк внимание телевидения: здесь проходили съёмки одного из выпусков популярной программы «Охота за сокровищами» (фр. La Chasse aux trésors), ведущим которой был Филипп де Дьелевель. Создатель этой передачи, продюсер Жак Антуан, был впечатлён этим местом.
В 1988 году Жак Антуан, искавший уникальную площадку для своего нового игрового шоу, выкупил форт у Андре Эртса за 1,5 млн франков. Сразу после этого он перепродал форт за символический 1 франк департаменту Приморская Шаранта. Взамен департамент обязался взять на себя все расходы по реставрации форта и предоставить компании Жака Антуана эксклюзивное право на проведение съёмок.
В 1989 году началась масштабная реконструкция Бойяра. В 25 метрах от него была сооружена специальная платформа для причала судов и установки крана, так как старый пирс был давно разрушен. Форт был полностью очищен от огромного слоя гуано (толщиной до 50 см). Были оборудованы помещения для проведения игр и технические зоны. Первые съёмки телеигры, получившей название «Ключи от Форта Бойяр», состоялись летом 1990 года.
Департамент Приморской Шаранты продолжает вкладывать средства в поддержание и реставрацию форта. Крупные работы по укреплению и очистке стен проводились в 1996, 1998, и 2003—2004 годах.

## Устройство и доступ
Форт Бойяр имеет три главных яруса. На всех ярусах расположены балконы, коридоры и более 70 келий. В XIX веке в них размещался гарнизон и хранились припасы. Сегодня в кельях находятся игровые механизмы и техническое оборудование. На крыше расположена небольшая башня, служившая обзорным пунктом, которая сейчас известна как «башня старца Фура».
Доступ к форту осуществляется по морю. Специальная оффшорная платформа, расположенная рядом с фортом, позволяет судам швартоваться в любую погоду. С платформы людей и грузы переправляют на борт форта с помощью крана или по специальному мосту. Первая платформа SEERS 3 использовалась с 1989 по 2015 год. В 2015 году её заменили на новую, более крупную платформу под названием Banjaert. Также на крыше форта оборудована вертолётная площадка.

## Будущие работы и открытие для публики
Со временем форт начал испытывать серьёзные повреждения от морских волн, особенно с северной стороны, где ранее располагался каменный волнорез. В апреле 2024 года департамент Приморская Шаранта объявил о запуске масштабного проекта по спасению форта. В период с 2025 по 2027 год планируется полностью восстановить исторический волнорез и портовую гавань (барашуа), которые были разрушены временем. Стоимость проекта оценивается в 36 миллионов евро. После завершения этих работ, в 2028 году, планируется впервые в истории открыть форт для ограниченного доступа туристов.

## Форт в культуре

### Кинематограф
- В фильме Робера Энрико «Искатели приключений» (1967) с Аленом Делоном и Лино Вентурой в форте происходит кульминационная сцена боя, занимающая более 15 минут экранного времени. Именно этот фильм, по словам Жака Антуана, открыл для него форт и вдохновил на создание телеигры. Съёмки в форте длились три недели и завершились экстренной эвакуацией съёмочной группы на вертолёте из-за внезапного шторма. Интересно, что сцены внутри склада с оружием снимались не в Бойяре, а в более просторном Форт Льедо на острове Экс[9].
- Часто упоминаемый факт о съёмках в форте сцены с Брижит Бардо для фильма «Отдых воина» (1962) является мифом. Ни одной сцены в форте в этом фильме нет, а съёмки проходили в Италии[10].
- Форт можно увидеть в фильме Брюно Подальдеса «Liberté-Oléron» (2001), где герои проплывают мимо него на яхте.

### Компьютерные игры
По мотивам телеигры в разные годы было создано несколько компьютерных игр, первой из которых была Fort Boyard: The Challenge 1995 года.
Также существуют FMV-квест Fort Boyard: La Légende и 3D-платформер «Fort Boyard: Изгнание» с элементами мистики, не имеющие прямого отношения к телеигре, но эксплуатирующие её антураж.
В обновлении от 13 декабря 2022 года в Counter-Strike: Global Offensive была добавлена карта de_boyard, созданная по мотивам форта для игрового режима «Напарники».